# Medaille van de Strijdkrachten voor Belangrijke Diensten

De Turkse Medaille van de Strijdkrachten voor Belangrijke Diensten (Turks: Türk Silahlı Kuvvetleri Üstün Hizmet Madalyası) werd op 27 juli 1967 ingesteld en gewijzigd in zijn huidige vorm op 29 juli 1983.
De onderscheiding wordt in oorlogs- en vredestijd aan diegenen verleend die door hun opvallende verdiensten de kracht en het prestige van de Turkse strijdkrachten hebben vergroot. Men kan de onderscheiding ook als vreemdeling, als burger en als wetenschapper verwerven.
De medaille wordt verleend op voordracht van de Staatssecretaris van Defensie of een van de bevelhebbers van de vier krijgsmachtonderdelen (maar niet van de commandant van de kustwacht). De beslissing ligt bij de Chef-Staf van de Strijdkrachten.

## De vormgeving
De onderscheiding, het is op de keper beschouwd een ster en geen medaille maar de moderne Turkse republiek heeft het geen ridderorde willen noemen, handhaaft de vorm van de oude Ottomaanse ridderorden, met name de Orde van Mejidie die ook aan een rood lint werd gedragen en met sterren versierd was.
Het verzilverde bronzen kleinood is een ster met een donkerblauw geëmailleerde rand die met vijf grote en vijf kleine zilveren sterren bezet is.
Het centrale medaillon heeft een lichtblauwe ring en draagt een halve maan en een ster op een donkerrode achtergrond. De 6 centimeter brede medaille is met een gesp aan het rode lint gehangen.